# ラジオしちゃうぞ!メモオフ＃5
ラジオしちゃうぞ!メモオフ#5とは、2005年10月から2006年3月までラジオ関西で放送されたラジオ番組。KIDより発売された恋愛アドベンチャーゲーム「Memories Off #5 とぎれたフィルム」の関連番組として放送された。パーソナリティは、同作ヒロインの声優である野川さくら（日名あすか役）と井ノ上奈々（仙堂麻尋役）。

## パーソナリティ
野川さくら
井ノ上奈々

## コーナー
- おたより、しちゃうぞ！
- キャララブ、しちゃうぞ！
- ミニシアター、しちゃうぞ！
- 広報魔法少女（？）あややちゃん